# Bianca Bobertag
Bianca Bobertag, geb. Bianca Marbach, Pseudonyme Victor Valentin, Irenäus Wasservogel (* 19. Oktober 1846 in Breslau; † 25. März 1900 ebenda) war eine deutsche Schriftstellerin.

## Leben
Sie war eine Tochter des Lehrers und außerordentlichen Professors an der Universität Breslau Christian August Hermann Marbach (1817–1873) und seiner Ehefrau Klara (1824–1893), die unter dem Namen Klara Held-Marbach 1876 einen Band lyrischer Gedichte veröffentlicht hatte. Sie besuchte eine Höhere Töchterschule und das Lehrerinnen-Seminar in Breslau. 1867 heiratete sie den Literaturhistoriker und Gymnasial-Professor Felix Bobertag. Die Rücksicht auf ihre Familie hat sie nur mit grossen Unterbrechungen arbeiten lassen. Ihre letzten Werke erschienen zuerst in der von Karl Emil Franzos herausgegebenen Halbmonatszeitschrift Deutsche Dichtung. Eduard Engel zählte sie zu den allzu früh durch den Tod in der künstlerischen Entwicklung geknickten hochbegabten Frauen; sie war eine nicht gewöhnliche Erzählerin, der nur ihre Neigung zum Philosophieren inmitten des Kunstwerkes zuweilen gefährlich wurde.

## Werke
- als Irenäus Wasservogel: Roderich Klinghart. Eine Abenteurergeschichte aus den höchsten und allerhöchsten Bildungskreisen. Roman Leipzig: Reinhold Werther 1888
- als Victor Valentin: Der Seelsorger. Roman, Leipzig, Dresden: C. Reissner 1889
- Die Hochzeit von Ellersbrunn und andere Novellen. Dresden: Pierson 1890
- Der Sprung auf die Klippe. Dresden: Pierson 1893
- Die Erbinnen. Leipzig, Dresden: C. Reissner 1894
- Mit allen Waffen. Roman in 3 Büchern, Dresden: Pierson 1894 (Band 1 Digitalisat), (Band 2 Digitalisat), (Band 3 Digitalisat)
- Moderne Jugend. Roman in 3 Büchern, Stuttgart: Cotta 1896
- Sommermärchen. Novelle, Bielefeld: Velhagen & Klasing 1897
- Eheglück. Roman, Berlin: Concordia 1901 (Neuauflage 2020, ISBN 978-3-7437-3736-5)
- Schlesische Dorfgeschichten. Berlin: Concordia 1901
- Die Kentaurin. Roman, 2 Bände, Berlin: Concordia 1904 (Digitalisat)